# 国家机关事务管理局机关服务中心
国家机关事务管理局机关服务中心（国家机关事务管理局机关服务局），是国家机关事务管理局直属事业单位。

## 沿革
原名国务院机关事务管理局机关服务中心（国务院机关事务管理局机关服务局），负责为国务院机关事务管理局机关和西安门大街22号机关大院内其他办公单位办公、国务院机关事务管理局机关职工和离退休人员生活提供后勤服务，并承担机关大院管理委员会办公室和国务院机关事务管理局扶贫领导小组办公室工作。内设办公室、人事党群部、财务管理部、综合管理部、安全保卫部5个职能部门，物业管理部、服务事业部、门诊部、电算化部、幼儿园、国兴汽车服务中心6个服务保障单位，及机关大院管理委员会办公室1个单设机构。
2013年，国务院机关事务管理局更名国家机关事务管理局，该中心随之更名国家机关事务管理局机关服务中心（国家机关事务管理局机关服务局）。

## 职责
国家机关事务管理局机关服务中心主要为西安门大街22号大院各单位及局机关办公提供服务，为局机关职工和离退休人员提供部分生活服务；承担局安全委员会办公室工作,负责局安全保卫工作；承担局扶贫领导小组办公室工作；承担国家机关事务管理局和西安门大街22号大院部分单位的计划生育等行政事务性工作以及局委托范围内国有资产管理和经营等工作。

## 机构设置
内设机构
- 综合管理部
- 财务资产部
- 物业管理部
- 餐饮服务部
- 安全保卫部和门诊部

事业单位
- 国家机关事务管理局花园村幼儿园
- 国兴汽车服务中心[3]

## 历任领导
| 主任 …… - 范增良（？—？） - 张晓天（？—？） - 石会民（？—？） - 刘旭泽（？—） 副主任 …… - 李玉山（？—？） …… | 党委书记 …… |